# U Jędrusia
U Jędrusia Sp. z o.o. – polskie przedsiębiorstwo specjalizujące się w produkcji chłodzonych dań gotowych. Należy do największych firm tego sektora w Polsce.

## Historia
Przedsiębiorstwo zostało założone w 1980 roku przez Marię i Andrzeja Krupińskich jako lokalna restauracja w Krakowie. W 1989 roku, firma przejęła od Spółdzielni Produkcyjnej „Naprzód” zaplecze magazynowe o powierzchni 200 m² przy ul. Stradomskiej, przylegające do restauracji, i uruchomiła w nim niewielką linię produkcji garmażeryjnej. Wytwarzane pierogi, gołąbki i inne dania trafiały do sprzedaży detalicznej poprzez sklepy spółdzielcze.
Od 1993 roku firma rozpoczęła współpracę z pierwszymi sieciami hipermarketów oraz siecią Makro Cash & Carry. W kolejnych latach firma rozszerzyła zasięg dystrybucji na inne sieci handlowe, w tym Carrefour, Tesco, Auchan i Leclerc. Współpraca z dużymi odbiorcami wiązała się z koniecznością zwiększenia zdolności produkcyjnych oraz dostosowania standardów pakowania i logistyki.
Od 2011 roku jednym z głównych odbiorców firmy została sieć Biedronka. W tym samym okresie rozważano sprzedaż spółki koncernowi Heinz, jednak transakcja nie została sfinalizowana.
W 2016 roku firma rozpoczęła ekspansję zagraniczną, stając się partnerem gastronomicznym klubu Borussia Dortmund. W 2022 roku przeszła rebranding i wprowadziła nowe hasło „Cieszy smakiem!”.

## Działalność
Przedsiębiorstwo zajmuje się produkcją dań gotowych inspirowanych kuchnią polską i międzynarodową. W ofercie znajdują się m.in. pierogi, krokiety, potrawy obiadowe, dania mączne, zapiekanki oraz dania sezonowe, takie jak produkty bożonarodzeniowe. Produkty oferowane są zarówno pod marką "U Jędrusia", jak i w ramach marek własnych sieci handlowych.
Zakłady produkcyjne firmy zlokalizowane są w Morawicy i Wieliczce. Obiekt w Morawicy, uruchomiony w 2007 roku, specjalizuje się w produkcji pierogów, krokietów, sajgonek, klusek oraz innych wyrobów garmażeryjnych. W 2021 roku został rozbudowany o dodatkowe 21 tys. m², co zwiększyło całkowitą powierzchnię zakładu do 31 tys. m². Zakład w Wieliczce działa od 2013 roku. Wyposażony jest w nowoczesny park maszynowy, w tym zautomatyzowane linie do smażenia z ograniczonym użyciem tłuszczu. Zakład zajmuje się przygotowaniem i pakowaniem szerokiego asortymentu dań gotowych. W 2025 roku firma rozpoczęła prace projektowe związane z budową kolejnego zakładu produkcyjnego w Trzebini.
Produkty firmy trafiają również na rynki zagraniczne, w tym do Niemiec, Wielkiej Brytanii oraz innych krajów Unii Europejskiej.
Procesy produkcyjne w zakładach firmy są zgodne z międzynarodowymi standardami bezpieczeństwa żywności, takimi jak HACCP, ISO 22000 oraz IFS Food. Zgodnie z deklaracjami spółki, wykorzystywane surowce pochodzą od dostawców poddawanych regularnym audytom jakościowym i nadzorowi weterynaryjnemu.
W 2019 roku firma nawiązała współpracę ze stowarzyszeniem Otwarte Klatki, deklarując stopniowe wycofywanie jaj pochodzących z chowu klatkowego najpóźniej do 2025 roku. Cel ten został osiągnięty w 2023 roku.

## Zarząd i wyróżnienia
Funkcję prezesa zarządu do roku 2023 pełnił Andrzej Krupiński, który obecnie zasiada w radzie nadzorczej spółki. Od 2023 roku funkcję prezesa zarządu pełni Maciej Krupiński, a wiceprezesem jest Katarzyna Krupińska.
W 2021 roku właściciele firmy, Maria i Andrzej Krupińscy, zostali laureatami tytułu „Filantrop Krakowa A.D. 2021” za wsparcie udzielone Szpitalowi Specjalistycznemu im. Stefana Żeromskiego w Krakowie w trakcie pandemii COVID-19.
W 2022 roku otrzymała Złote Godło w plebiscycie Konsumencki Lider Jakości a w 2024 roku została uhonorowana godłem Laur Konsumenta Lider XX-lecia w kategorii "Najwyższa jakość produktów - dania gotowe" za lata 2004-2024.